# Adolphe Turrel
Pour les articles homonymes, voir Turrel.
Adolphe Jean Eugène Napoléon Turrel, né le 28 mai 1856 à Ornaisons dans l'Aude et mort le 19 décembre 1945 à Ornaisons, est un homme politique français.

## Biographie
Issu d'une famille aisée et bonapartiste, d'où Napoléon pour quatrième prénom, Aldolphe Turrel, après des études de droit devient avocat. Il entre au Conseil d'État en 1880, où il est auditeur. Vigilant de ses deniers il devient au début du XXe siècle un très riche propriétaire-viticulteur des Corbières.
Il est député de l'Aude de 1885 à 1898. C'est un républicain très modéré, qui s'appuie sur les conservateurs et ménage les  parlementaires cléricaux. Usant d'un document confidentiel en 1898 son élection est invalidée. Il ne retrouve plus son mandat de député. Pendant qu'il est député de l'Aude, Adolphe Turrel ne cesse de ferrailler contre  les socialistes narbonnais, mais aussi contre les radicaux et Léon Castel qui sera élu maire de Lézignan-Corbières et député radical-socialiste de l'Aude.
Adolphe Turrel est ministre des Travaux Publics du 29 avril 1896 au 28 juin 1898 dans le gouvernement Jules Méline. Il signe la loi du 12 novembre 1897, qui crée sur les ruines de l'ancien palais d'Orsay (incendié pendant la Commune de Paris) et pour partie sur la caserne d'Orsay, la Gare d'Orsay (qui deviendra le musée d'Orsay) et la loi du 30 mars 1898 créant le métro de Paris. Dans le Midi, par la loi du 27 novembre 1897, il avalise le rachat par l'État du Canal du Midi, aux descendants de Pierre-Paul Riquet.

## Décoration
- Médaille d'honneur des chemins de fer, échelon vermeil (1896 ; de droit en tant qu'ancien ministre des Travaux publics)[1]